# ۱۲ عقاب
۱۲ عقاب یک ستاره است که در صورت فلکی عقاب قرار دارد.